# 陳寅 (乾隆舉人)
陳寅，字興田，號亦山，又號沁齋，乾隆辛卯順天鄉試第91名舉人，浙江海宁人，清朝政治人物。举人出身。
乾隆五十五年（1790年），擔任清朝廣州府新安縣知縣。后由胡傅書接任。